# Gadzi
Gadzi är en subprefektur i Centralafrikanska republiken.   Den ligger i prefekturen Mambéré-Kadéï, i den västra delen av landet, 210 km väster om huvudstaden Bangui.
I omgivningarna runt Gadzi växer huvudsakligen savannskog. Runt Gadzi är det glesbefolkat, med 10 invånare per kvadratkilometer.